# Majda Petrič Facchinetti
Majda Petrič Facchinetti, slovenska violinistka, * 1967 Maribor.
Po nekajletnem igranju klavirja se zaljubila v violino. Po študiju violine v Ljubljani (prof. Ciril Veronek) je šolanje nadaljevala na Visoki šoli za glasbo v Kölnu, kjer je diplomirala v razredu prof. Igorja Ozima. Izpopolnjevala se je pri prof. Primožu Novšaku, Edwardu Zienkovskem (bivši član Berlinske Filharmonije, sedaj prof. na Wiener Hochschule), Rainerju Honecku (koncertni mojster Dunajskih Filharmonikov), Milanu Vitku (Københaven, Danska) ter pri znamenitem Amadeus Kvartetu za komorno igro.
Pogosto nastopa solistično z orkestri ter v raznih komornih zasedbah. Po nekajmesečnem sodelovanju na mestu koncertnega mojstra v Slovenski Filharmoniji je sedaj zaposlena v Simfoničnem orkestru RTVS, zatem ko se je vrnila iz Danske, kjer je 11 bila let redni član Nacionalnega radijskega simfoničnega orkestra v Københavnu. Je tudi ustanovitvena članica Komornega orkestra slovenskih solistov.